# Sadr City

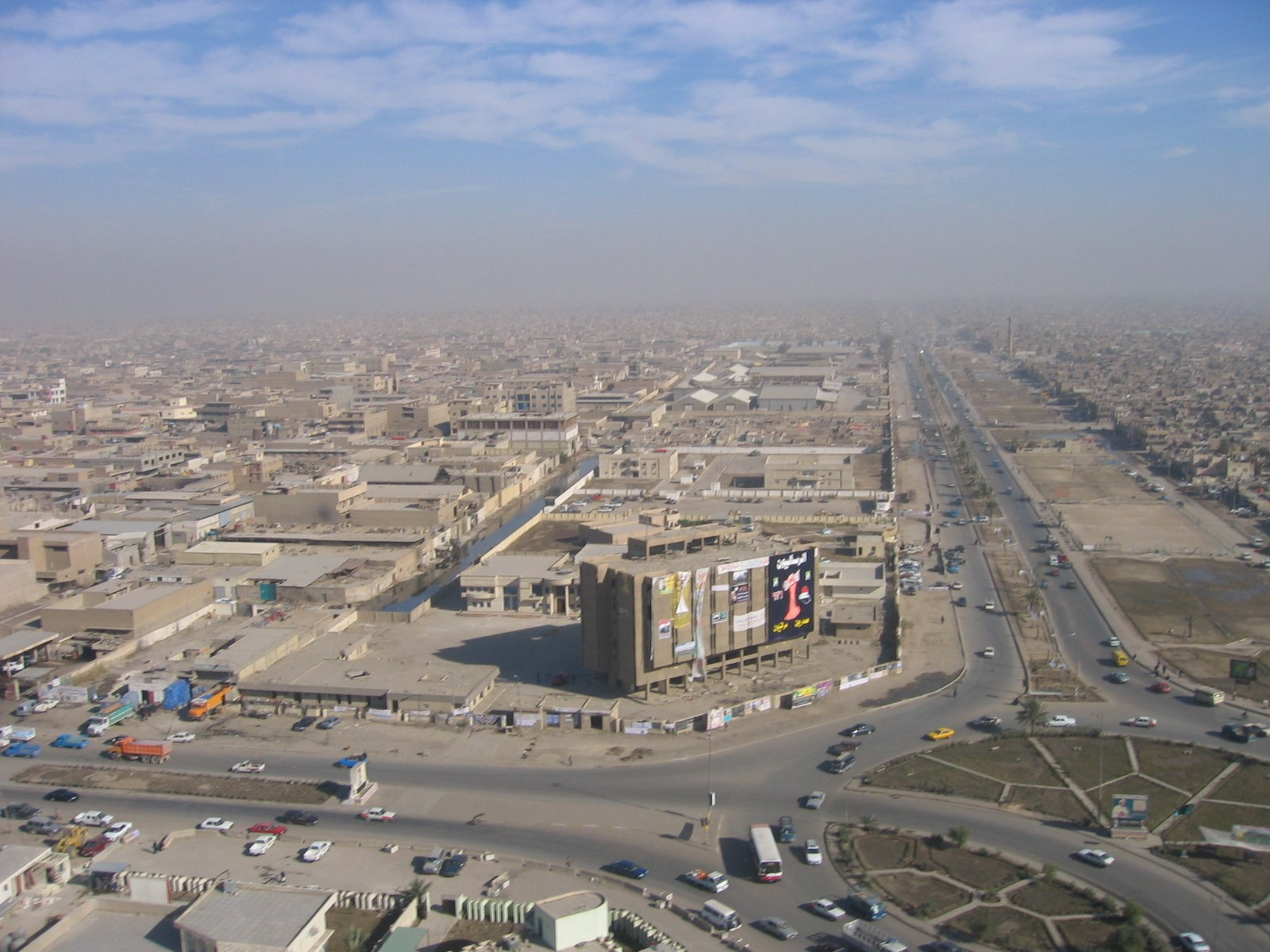
Visione aerea di Sadr City

Sadr City (in arabo مدينة الصدر ‎?, Madīnat al-Ṣadr), precedentemente nota come Saddam City (in arabo مدينة ﺻﺪﺍﻡ ‎?, Madīnat Ṣaddām) è un distretto suburbano della città di Baghdad (Iraq). 
Progetto abitativo pubblico trascurato da Saddam Hussein, Sadr City conta circa un milione di residenti sciiti.
Sadr City - o più precisamente il Distretto di Thawra (in arabo حيّ الثورة ‎?, Ḥayy al-Thawra) - è uno dei nove distretti amministrativi della capitale irachena.

## Storia
Fu edificata nel 1959 dall'allora Primo ministro, gen. ʿAbd al-Karīm Qāsim col nome di "Città della Rivoluzione" (in arabo مدينة ألثورة ‎?, Madīnat al-Thawra).
Saddam City ospitava famiglie a basso reddito, spesso provenienti da altre parti dell'Iraq e che vivono in uno stato di penosa precarietà. È rapidamente diventata una roccaforte del Partito Comunista Iracheno, in grado di opporre una forte resistenza alle mene dei ba'thisti che avevano preso il potere in Iraq col colpo di Stato del 1963.
Nel 1982 il distretto assunse il nuovo nome di Saddam City, ma, dopo la caduta del regime di Saddām e l'occupazione militare straniera dell'Iraq nell'aprile del 2003, il distretto cambiò ufficiosamente nome in Sadr City: l'area fu rinominata Madīnat al-Ṣadr in memoria del leader sciita Muḥammad Muḥammad Ṣādiq al-Ṣadr.
Il distretto è stato da allora al centro di reiterati violenti scontri armati e dinamitardi tra sunniti e sciiti e di azioni ostili alle forze statunitensi.